# 內蒂夫哈阿薩拉大屠殺
2023年10月7日哈馬斯襲擊以色列中，來自加沙走廊的哈馬斯恐怖分子對以色列南部區的內蒂夫哈阿薩拉莫沙夫發動恐怖襲擊。哈馬斯恐怖分子屠殺了至少20位受害者，其中有些人是同一家庭的成員。該鎮約有900名居民。

## 屠殺
10月7日上午，哈馬斯恐怖分子使用滑翔傘入侵到加沙走廊北部附近的內蒂夫哈阿薩拉莫沙夫。哈馬斯恐怖分子挨家逐戶屠殺，至少20位受害者被哈馬斯恐怖分子殘忍殺害，多人身受重傷。有些受害者來自同一家庭，有些則是村莊快速反應小組的成員。而村莊被切斷電力，人們被困在安全室裏。隨後有1名士兵被拍攝到在內蒂夫哈阿薩拉附近被俘虜。

## 另見
- 大屠杀列表
- 雷姆音樂節大屠殺
- 卡法阿扎大屠殺
- 貝埃里大屠殺
- 尼爾奧茲大屠殺
- 艾因哈什洛沙大屠殺